# Мануела Аркурі
Мануела Аркурі (італ. Manuela Arcuri; нар. 8 січня 1977, Ананьї) — італійська акторка і фотомодель.

## Біографія
Мануела Аркурі народилася в 1977 році в Ананії і виросла в Латині. Її батько родом з провінції Кротоне в Калабрії, а мати — з міста Авелліно в Кампаньї. У 14 років Аркурі стала професійною моделлю, брала участь у фотосесіях, модних показах і конкурсах краси.
Аркурі вчилася в Академії драматичного мистецтва в Римі. Її акторська кар'єра почалася з невеликої ролі в комедійному фільмі Леонардо Пьєраччіоні «Лауреати». У кінці 1990-х відбулася низка комедійних фільмів, де Аркурі грала другорядні ролі, в яких наголос робився на її зовнішність. Паралельно з акторською кар'єрою працюючи моделлю, знімаючись у відвертих фотосесіях і рекламі купальників, актриса в основному розглядалася режисерами як ефектна красуня, здатна привернути до фільму чоловічу аудиторію. Яскравим прикладом такого підходу став комедійний фільм Bagnomaria режисера Джорджіо Панаріелло.
У кінці 1990-х — початку 2000-х років Аркурі знялася в декількох іспанських фільмах: кримінальній драмі «У пошуках Шахерезади» (з циклу про детектива Пепе Карвальо), костюмованої драми «Безумство кохання» і трилері «Справа відьми». Вершиною її модельної кар'єри стала еротична фотосесія для календаря журналу «Panorama» у 2001 році, яку проводив відомий фотограф Конрад Годлі на тлі сицилійських пейзажів. На початку 2000-х років Аркури практично відійшла від роботи в кіно і стала більше зніматися в телевізійних проектах. Широку популярність їй принесла одна з головних ролей у популярному в Італії телесеріалі «Карабінери». У ньому вона протягом кількох років грала офіцера італійської поліції Паолу Віталі, навколо професійної діяльності та особистого життя якої будувалася велика частина сюжету.

## Особисте життя
Мануелі Аркурі приписували романи з футболістами Франческо Тотті і Франческо Коко, олімпійським чемпіоном з фехтування Альдо Монтано. З 2010 року Аркурі заручена з Джованні Ді Джанфранческо. У жовтні 2013 року пара оголосила, що чекає дитину. 8 травня 2014 року Аркурі народила сина, якому дали ім'я Маттіа.
Старший брат Мануели, Серджіо Аркурі, також є актором. Разом з сестрою він знявся в чотирьох телесеріалах.

## Фільмографія
Кіно
- 1995 — l'ultimo concerto
- 1995 — Лауреати / I laureati
- 1995 — I buchi neri
- 1995 — Весільні подорожі / Viaggi nozze di — Мара
- 1996 — Gratta e vinci
- 1996 — Uomini senza donne
- 1996 — Тріщина в часі / A spasso nel tempo
- 1997 — Втрачені серця / Cuori perduti
- 1997 — На краю сонця / Finalmente soli
- 1999 — Bagnomaria
- 1999 — Я хочу залишитися під ліжком / Voglio stare sotto al letto
- 2000 — Teste di cocco
- 2000 — У вільному бігу / A ruota libera
- 2001 — Безумство кохання / Juana la Loca — Беатріс
- 2003 — Справа відьми / Cosa de brujas — Марія

Телебачення
- 1997 — Disokkupati (телесеріал)
- 1999 — Anni '60 (телесеріал)
- 1999 — Пепе Карвальо (телесеріал) — Шахерезада
- 2002—2003 — Карабінери / Carabinieri (телесеріал) — Паола
- 2004 — Con le unghie e con i denti (телефільм)
- 2004 — Мадам / Madame (телефільм)
- 2005 — Імперія / Imperia, la grande cortigiana (телефільм) — Імперія
- 2005 — Carabinieri — Sotto copertura (телефільм) — Паола
- 2005 — Королева квітів / Regina dei fiori (телефільм) — Регіна
- 2006 — Честь і повагу / L onore e il rispetto (міні-серіал) — Нелла
- 2007 — Donne sbagliate (телефільм)
- 2008 — Io non dimentico (телефільм) — Анджела
- 2008 — Mogli a pezzi (телесеріал)
- 2009 — So che ritornerai (телефільм)
- 2010 — Катерина і її дочки / Caterina e le sue figlie 3 (телесеріал) — Морена
- 2010 — Гріх і сором / Il peccato e la vergogna (телесеріал) — Кармен Табакки
- 2011 — Червоний caldo (міні-серіал)
- 2013 — Пупетта: Мужність і пристрасть / Pupetta — Il coraggio e la passione (міні-серіал) — Пупетта Мареска